# (84011) Jean-Claude
(84011) Jean-Claude est un astéroïde de la ceinture principale extérieure, et plus spécifiquement du groupe de Hilda.

## Description
(84011) Jean-Claude est un astéroïde du groupe de Hilda. Il fut découvert par l'astronome allemand Sebastian F. Hönig le 23 juillet 2002 d'après les images prises par le programme NEAT à l'observatoire Palomar. Son nom provisoire est 2002 OB25. Il présente une orbite caractérisée par un demi-grand axe de 4.002 UA, une excentricité de 0,245 et une inclinaison de 4,016° par rapport à l'écliptique.
Il fut nommé en honneur de l'astronome amateur français Jean-Claude Pelle (né en 1942), qui observe le ciel depuis son observatoire à Tahiti, en Polynésie française.

## Compléments